# Legion Lubelski

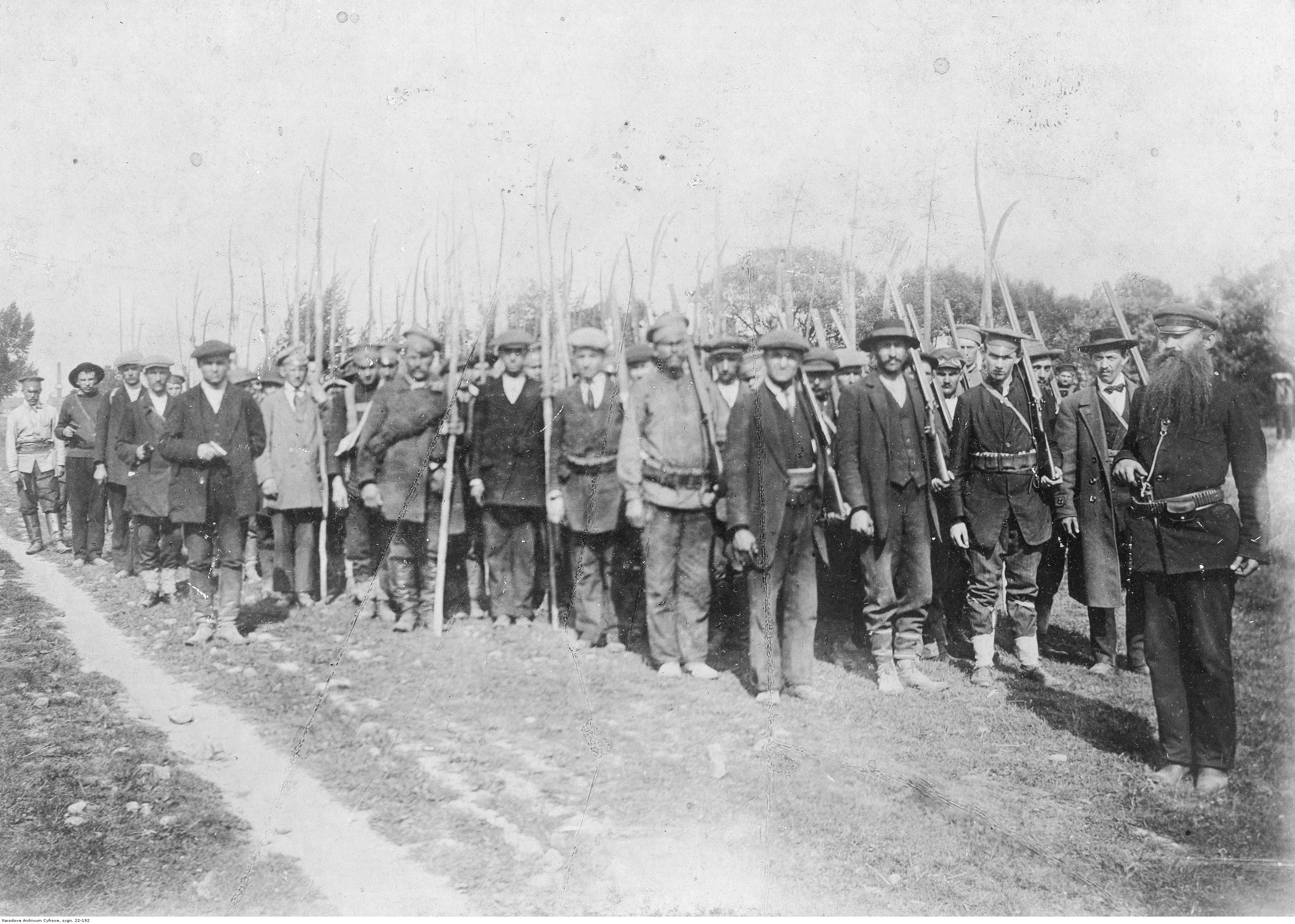
Bonawentura Snarski i ochotnicy do polskich formacji wojskowych uzbrojeni w kosy bojowe u boku wojska rosyjskiego podczas I wojny światowej

Legion Lubelski (właściwie II Legion Polski, 740 Drużyna Lubelska) – polska formacja zbrojna utworzona w czasie I wojny światowej pod auspicjami Komitetu Narodowego Polskiego, licząca około kilkuset ochotników; formowała się do walki w składzie armii rosyjskiej przeciwko Niemcom na froncie wschodnim.
W początkowym okresie I wojny światowej wojska rosyjskie opuściły część Królestwa Kongresowego, jednak po ofensywie odzyskały część ziem polskich po zachodniej stronie Wisły. W tym czasie naród polski gotowy był do solidaryzowania się ze słowiańską Rosją, przeciw polakożerczym Niemcom. Utworzenie Legionów Polskich przez Austriaków, dało wiele do myślenia Rosjanom. Chcieli wykorzystać nastroje Polaków do własnych celów. 14 sierpnia 1914 wielki książę Mikołaj Mikołajewicz Romanow wydał odezwę do Polaków zapowiadającą zjednoczenie ziem polskich pod berłem carów. Kielczanin Bonawentura Snarski jako pierwszy wystąpił do władz rosyjskich z inicjatywą tworzenia polskich oddziałów. Utworzono pierwszy 200 osobowy oddział, który wysłano na front i w walkach uległ zdziesiątkowaniu po czym go rozwiązano.
31 października 1914 Witoldowi Gorczyńskiemu udało się uzyskać od dowódcy Frontu Południowo-Zachodniego zezwolenie na formowanie Legionu. 9 listopada Gorczyński otrzymał patent do formowania „polskich drużyn” (rozumianych jako bataliony). Zgodnie z ustaleniami Gorczyńskiego z przedstawicielem Frontu formowane oddziały nazwano Legionami. W myśl pozwolenia Mikołaja Mikołajewicza Romanowa tworzone oddziały miały, jako legiony ochotnicze do zadań partyzancko-wywiadowczych, być skierowane do działań rozpoznawczych i dywersyjnych, operować grupami na tyłach i skrzydłach nieprzyjaciela. Nie były to wojska regularne. Rozpoczęto formowanie Legionu Puławskiego w Puławach. Po zwerbowaniu stanu etatowego Legionu Puławskiego i wobec dalej napływających ochotników skierowano ich do Lublina, gdzie przystąpiono do tworzenia II Legionu, stąd nazwa „Legion Lubelski”. W Lublinie wcielono, łącznie z żołnierzami podesłanymi z Puław około 800 ochotników.
Wskutek knowań, car Mikołaj II wydał rozporządzenie zakazujące dalszego organizowania oddziałów polskich i wcielenia istniejących do pospolitego ruszenia. W efekcie tego, na skutek rozkazu generał-gubernatora z 5 lutego 1915, Legion Lubelski stał się 740 Drużyną Lubelską Pospolitego Ruszenia, w składzie 104 Brygady Pospolitego Ruszenia (dowódca generał Piotr Szymanowski). Legion Puławski stał się zaś 739 Drużyną Nowoaleksandryjską. Formowania Legionu Lubelskiego nie ukończono wskutek utrudnień stwarzanych przez władze. Liczebność II Legionu sięgnęła 800 ochotników, jednakże część zwolniono, gdyż władze rosyjskie nie przydzieliły koszar. Dopiero w marcu, po odejściu na front I Legionu, formowanie Legionu Lubelskiego przeniesiono do Puław, gdzie umieszczono też sztab 104 Brygady. Formowanie nadal natrafiało na przeszkody, a ostatecznie w lipcu 1915, na skutek odwrotu rosyjskiego, II Legion przeznaczono jako uzupełnienie walczącego na froncie I Legionu. 13 października 1915 Legion rozformowano. 
15 października 1915 w wyniku starań oficerów Polaków, pozostali żołnierze Legionu Lubelskiego i I Legionu, wcieleni zostali do nowo sformowanej Brygady Strzelców Polskich.